# Château de Villars-Marange
Le château de Villars, aussi appelé château de Villars-Marange, est situé dans le hameau de Villars, commune  
de Mérignac, en Charente.
Il est inscrit monument historique depuis le 7 mars 2007.

## Historique
Le hameau de Villars-Marange, situé à la limite des communes de Mérignac et d'Échallat, tire son nom de la forêt de Marange, à la limite des diocèses d'Angoulême et de Saintes, qui appartenait aux comtes d'Angoulême, et qui a été défrichée en grande partie entre les XIIe et XVe siècles. Le petit fief de Villars dépendait donc indirectement de ces comtes et appartenait à une famille de ce nom.
En 1520, Marguerite Portier, dame de Gademoulins et petite-fille de Guillaume de Villars, vend le domaine de Villars-Marange à Jean de Fontenay, écuyer et conseiller du roi. Celui-ci rend hommage à Catherine de Clermont, dame de Mareuil, Villebois, Vibrac et Angeac-Charente. En 1524, la seigneurie de Villars est passée aux mains d'Hélie Dussault, écuyer, seigneur de Birac. Son fils Girard Dussault, écuyer et seigneur de Birac et de Villars, épousa Claire Méhée, fille de François Méhée et de Claire de La Guirande en 1556. La terre relevait des châtellenies de Vibrac et d'Angeac-Charente.
En 1666, Antoine Dussault vend la terre de Villars à Annet de La Charlonnerie, et cette famille la conservera pendant deux siècles.
Le château est situé juste au bord de l'ancien chemin de la Poste, route entre Paris et Bordeaux au XVIIe siècle qui passait à l'ouest d'Angoulême et traversait la Charente à Châteauneuf.
En 1875, le domaine est vendu à Amédée Duclou, négociant en eaux-de-vie. Cette famille le conservera jusqu'en 1959, puis passe à la famille de Brou de Laurière, qui en sont les propriétaires actuels,.

## Architecture
Le bâtiment présente à l'est un châtelet d'entrée du XVe siècle et un logis en retour d'équerre du XVIIe siècle. Le corps de logis le plus ancien comporte une bretèche et des fenêtres ornées de pinacles du XVIe siècle,.
La partie sud, remaniée au XIXe siècle, est surmontée de crénelages et de parapets ornementaux comme on en a fait en Charente au XVIIe siècle, et dont les exemples les plus représentatifs sont Bouteville, Château Chesnel, Fleurac et la Tranchade.
Une chapelle très remaniée est accolée, au nord, au premier logis. Elle sert actuellement de communs.

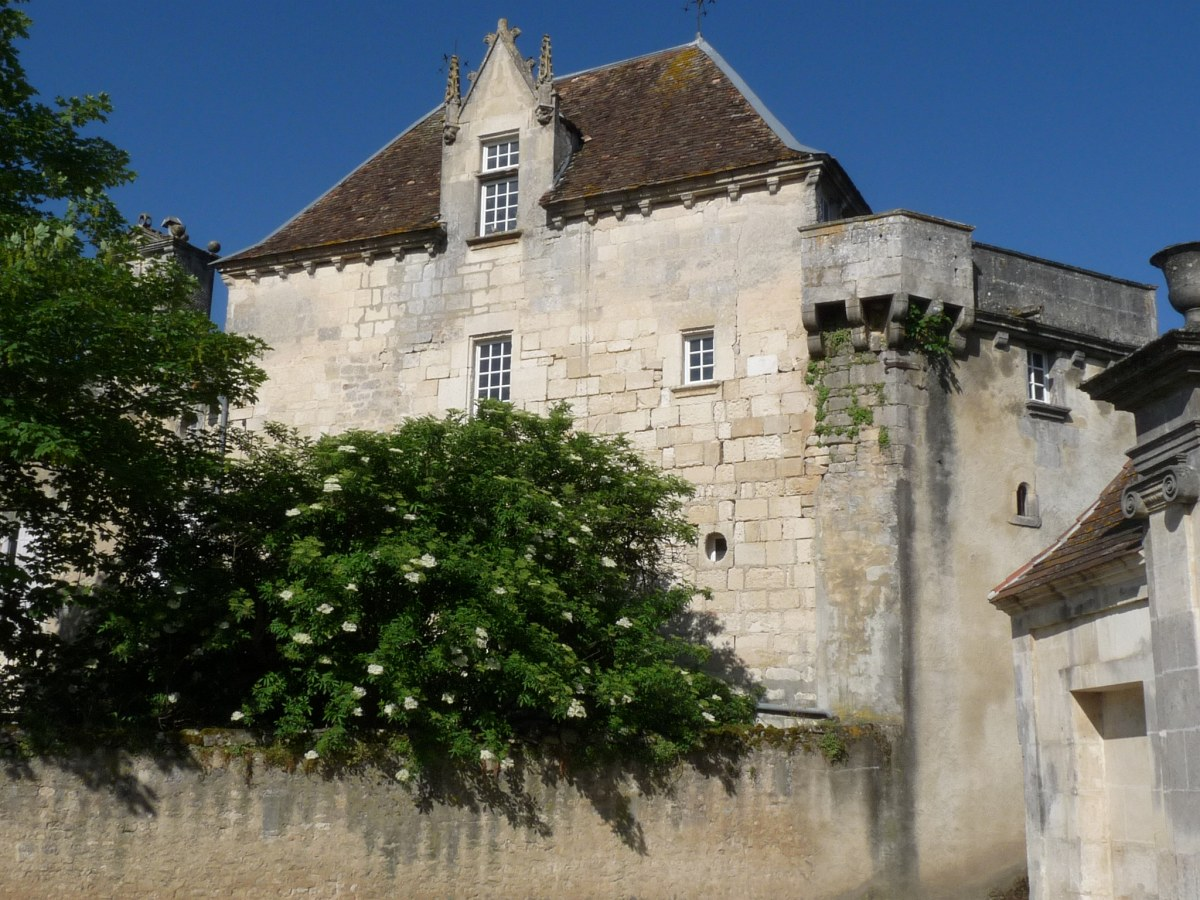
Corps de logis à l'est avec bretèche